# 細刺魚屬
細刺魚屬（學名：Microcanthus）也做柴魚屬，為日鱸目細刺魚科的一屬，傳統上歸於鱸形目舵魚科。

## 分類
本屬原被歸類為舵魚科之一屬，但傳統的舵魚科存有併係群問题，於是分類學者拆分出細刺魚科，2017年《硬骨魚系統分類》（DeepFin）承認細刺魚科。

### 內部分類
本屬包含2个物種：
- 喬伊斯細刺魚 Microcanthus joyceae Whitley, 1931
- 細刺魚 Microcanthus strigatus Cuvier, 1831；又名柴魚

## 外部連結
- 维基共享资源上的相關多媒體資源：細刺魚屬